# Mikado (operetka)
Mikado czyli jeden dzień w Titipu (ang. The Mikado) – operetka Arthura Sullivana w dwóch aktach ogłoszona w 1885 r. Libretto zostało napisane przez Williama Schwencka Gilberta.

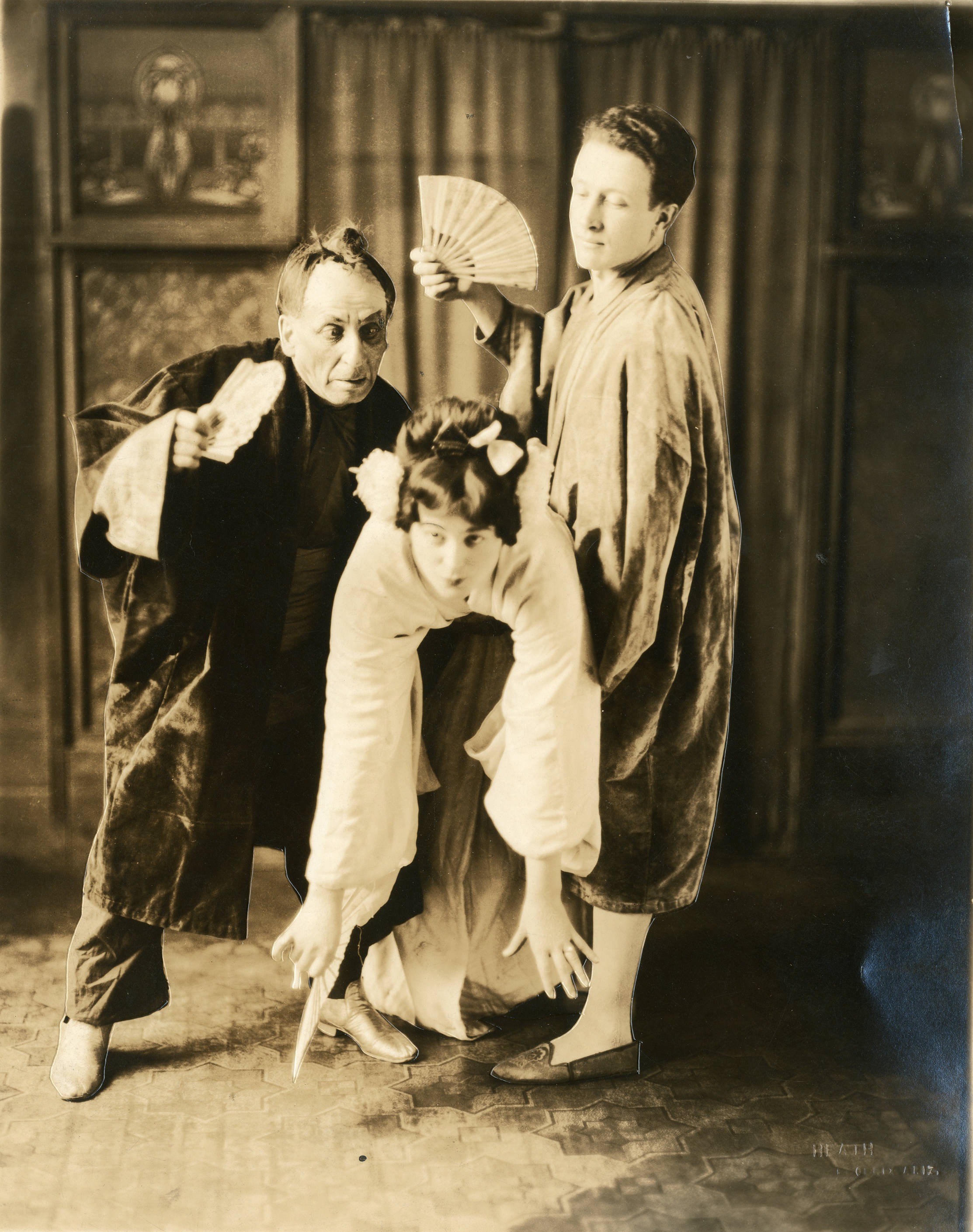
Inscenizacja w Metropolitan Theater w Seattle (1922)

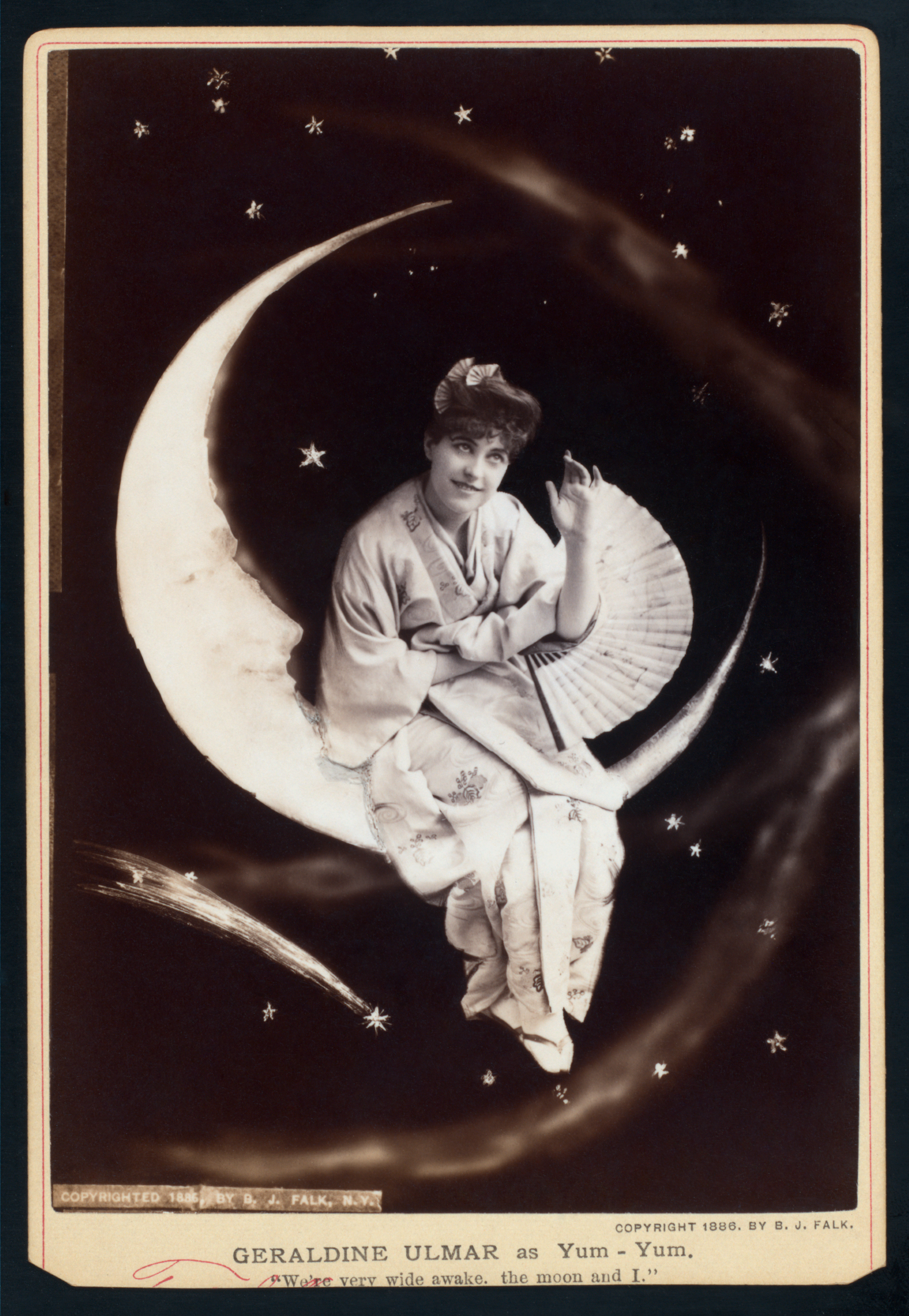
Geraldine Ulmar w roli Yum-Yum.

## Treść
Akcja utworu nawiązuje do postaci cesarza Japonii - Mikado. Mikado wydał swemu katowi Ko-Ko rozkaz, aby bezwględnie ściął komuś głowę w ciągu czterech tygodni. Ko-Ko jest strapiony, ponieważ nie ma akurat żadnego przestępcy do egzekucji, a nie chce popaść w cesarską niełaskę. Na szczęście pojawia się syn Mikada, Nanki-Puh, który składa mu propozycję: pozwoli Ko-Ko na ścięcie swojej głowy za cztery tygodnie, w zamian za to, że Ko-Ko zgodzi się dać mu swą wychowanicę Yum-Yum za żonę. Trwają przygotowowania do wesela, któremu chce przeszkodzić Katisza - wyznaczona przez ojca narzeczona Nanki-Puha. Mikado, dowiedziawszy się, że Ko-Ko kazał ściąć głowę jego synowi, jest wściekły i chce skazać kata na ugotowanie w oleju. Ko-Ko, który jeszcze nie zdążył ściąć głowy Nanki-Puha, błaga go, by się ujawnił. Nanki-Puh jednak odmawia: dopóki Katisza jest niezamężna, nie ma odwagi się ujawnić. Ko-Ko, by ratować swoją skórę, sam żeni się z Katiszą, która godzi się na to przekonana, że Nanki-Puh nie żyje. Wówczas Nanki-Puh się ujawania, a Mikado jest tak szczęśliwy, widząc syna żywego, że przebacza wszystkim i błogosławi jego związkowi z Yum-Yum.

## Ekranizacje (wybór)
- The Mikado (2019, reż. Andrew Morahan)[4]
- The Mikado (2011, reż. Stuart Maunder)[5]
- The Mikado (2004, reż. Jeff Clarke)[6]
- The Mikado (2001, reż. Ken Robertson Scott)[7]
- The Mikado (1996, reż. Peter Butler, Craig Schaefer)[8]
- The Mikado (1992, reż. John Michael Phillips, Andrew Wickes)[9]
- The Mikado or the Town of Titipu (1987, reż. John Michael Phillips)[10]
- Der Mikado (1984, reż. Peter Stahel)[11]
- The Mikado (1983, reż  Norman Campbell, Brian Macdonald)[12]
- The Mikado (1973, reż. Michael Hayes)[13]
- The Mikado (1972, reż. Peter Seabourne)[14]
- Was wissen Sie von Titipu? (1972, reż. Wolfgang F. Henschel)[15]
- The Mikado (1967, reż. Stuart Burge)[16]
- The Mikado (1962)[17]
- The Mikado (1954, reż. Madame Ooglepuss)[18]
- The Mikado (1939, reż. Victor Schertzinger)[19]
- The Mikado (1926)[20]

## Mikadow Polsce

### Przekłady
Libretto zostało przełożone na język polski przez: Jana Kleczyńskiego, Adolfa Kitschmana, Marię Stromengerową oraz przez Krystynę Chudowolską i Józefa Rusznicę.

### Inscenizacje (wybór)
Utwór był wystawiany na scenach w Warszawie i we Lwowie, a w okresie powojennym w:
- Teatrze Letnim w Łodzi (1953, reż. Jerzy Merunowicz)[21]
- Operetce Wrocławskiej (1980, reż. Igor Przegrodzki)[22]